# 安民街道 (龙井市)
安民街道，是中华人民共和国吉林省延边朝鲜族自治州龙井市下辖的一个乡镇级行政单位。

## 行政区划
安民街道下辖以下地区：
土城堡社区、六道河社区、吉明社区、文化社区、天图社区、东山社区和升龙社区。